# Lista de conquistas na carreira de Emerson Fittipaldi
A Lista de conquistas de Emerson Fittipaldi na Fórmula 1 é a lista completa de todas a marcas importantes de Emerson Fittipaldi na categoria.
Fittipaldi foi o primeiro brasileiro a conquistar um título, na temporada de 1972, repetindo o triunfo em 1974.
Ele correu por dez anos na Fórmula 1, tendo ingressado na categoria em 1970 com a Lotus, e conseguiu uma vitória durante os primeiros dois anos. Ele venceu cinco corridas em seu terceiro ano, suficientes para garantir o seu primeiro título de campeão, e no ano seguinte, acabou sendo derrotado por Jackie Stewart. Transferiu-se para a McLaren em 1974 e ganhou seu segundo título, repetindo a história de ser vice-campeão no ano seguinte. Fittipaldi deixou a McLaren para criar a Escuderia Fittipaldi junto com seu irmão mais velho, Wilson, uma equipe financiada pela Copersucar, a qual conquistou apenas dois pódios em cinco anos, até a aposentadoria de Emerson em 1982.

## Títulos
| # | Temporada | Equipe       | Vitórias | Pódios | Abandonos | Pole positions | Pontos | Ref.  |
| - | --------- | ------------ | -------- | ------ | --------- | -------------- | ------ | ----- |
| 1 | 1972      | Lotus-Ford   | 5        | 8      | 3         | 3              | 61     | [ 4 ] |
| 2 | 1974      | McLaren-Ford | 3        | 7      | 2         | 3              | 55     | [ 4 ] |

## Vitórias
| #  | Temporada | Equipe     | Grande Prêmio  | Posição de largada | Circuito/Autódromo             | Ref.  |
| -- | --------- | ---------- | -------------- | ------------------ | ------------------------------ | ----- |
| 1  | 1970      | Team Lotus | Estados Unidos | 03º                | Watkins Glen                   |       |
| 2  | 1972      | Team Lotus | Espanha        | 03º                | Circuito de Jarama             | [ 5 ] |
| 3  | 1972      | Team Lotus | Bélgica        | 01º                | Nivelles                       | [ 5 ] |
| 4  | 1972      | Team Lotus | Grã-Bretanha   | 02º                | Brands Hatch                   | [ 5 ] |
| 5  | 1972      | Team Lotus | Áustria        | 01º                | Österreichring                 | [ 5 ] |
| 6  | 1972      | Team Lotus | Itália         | 04º                | Autodromo Nazionale di Monza   | [ 5 ] |
| 7  | 1973      | Team Lotus | Argentina      | 02º                | Autódromo Oscar Alfredo Gálvez | [ 6 ] |
| 8  | 1973      | Team Lotus | Brasil         | 02º                | Autódromo de Interlagos        | [ 6 ] |
| 9  | 1973      | Team Lotus | Espanha        | 07º                | Circuito de Montjuïc           | [ 6 ] |
| 10 | 1974      | McLaren    | Brasil         | 01º                | Autódromo de Interlagos        | [ 7 ] |
| 11 | 1974      | McLaren    | Bélgica        | 04º                | Nivelles                       | [ 7 ] |
| 12 | 1974      | McLaren    | Canadá         | 01º                | Mosport Park                   | [ 7 ] |
| 13 | 1975      | McLaren    | Argentina      | 05º                | Autódromo Oscar Alfredo Gálvez |       |
| 14 | 1975      | McLaren    | Grã-Bretanha   | 07º                | Circuito de Silverstone        |       |

## Pódios(sem vitórias)
| #  | Temporada | Equipe                | Grande Prêmio          | Colocação na corrida | Posição de largada | Circuito/Autódromo             | Ref.  |
| -- | --------- | --------------------- | ---------------------- | -------------------- | ------------------ | ------------------------------ | ----- |
| 1  | 1971      | Team Lotus            | França                 | 03°                  | 17º                | Circuit Paul Ricard            |       |
| 2  | 1971      | Team Lotus            | Grã-Bretanha           | 03°                  | 04º                | Circuito de Silverstone        |       |
| 3  | 1971      | Team Lotus            | Áustria                | 02°                  | 05º                | Österreichring                 |       |
| 4  | 1972      | Team Lotus            | África do Sul          | 02°                  | 03º                | Kyalami                        | [ 5 ] |
| 5  | 1972      | Team Lotus            | Mônaco                 | 03°                  | 01º                | Circuito de Monte Carlo        | [ 5 ] |
| 6  | 1972      | Team Lotus            | França                 | 02°                  | 08º                | Charade Circuit                | [ 5 ] |
| 7  | 1973      | Team Lotus            | África do Sul          | 03°                  | 02º                | Kyalami                        | [ 6 ] |
| 8  | 1973      | Team Lotus            | Bélgica                | 03°                  | 08º                | Zolder                         | [ 6 ] |
| 9  | 1973      | Team Lotus            | Mônaco                 | 02°                  | 05º                | Circuito de Monte Carlo        | [ 6 ] |
| 10 | 1973      | Team Lotus            | Itália                 | 02°                  | 04º                | Circuito de Monza              | [ 6 ] |
| 11 | 1973      | Team Lotus            | Canadá                 | 02°                  | 05º                | Mosport Park                   | [ 6 ] |
| 12 | 1974      | McLaren               | Espanha                | 03°                  | 04º                | Circuito Permanente Del Jarama | [ 7 ] |
| 13 | 1974      | McLaren               | Países Baixos          | 03°                  | 02º                | Circuit Park Zandvoort         | [ 7 ] |
| 14 | 1974      | McLaren               | Grã-Bretanha           | 02°                  | 08º                | Brands Hatch                   | [ 7 ] |
| 15 | 1974      | McLaren               | Itália                 | 02°                  | 06º                | Circuito de Monza              | [ 7 ] |
| 16 | 1975      | McLaren               | Brasil                 | 02°                  | 02º                | Autódromo de Interlagos        |       |
| 17 | 1975      | McLaren               | Mônaco                 | 02°                  | 09º                | Circuito de Monte Carlo        |       |
| 18 | 1975      | McLaren               | Itália                 | 02°                  | 03º                | Circuito de Monza              |       |
| 19 | 1975      | McLaren               | Estados Unidos         | 02°                  | 02º                | Watkins Glen                   |       |
| 20 | 1978      | Fittipaldi Automotive | Brasil                 | 02°                  | 07º                | Autódromo de Interlagos        |       |
| 21 | 1980      | Fittipaldi Automotive | Estados Unidos (Oeste) | 03°                  | 24º                | Long Beach                     |       |

## Pole Positions
| # | Temporada | Equipe     | Grande Prêmio | Tempo da pole  | Colocação na corrida | Circuito/Autódromo                    | Ref.  |
| - | --------- | ---------- | ------------- | -------------- | -------------------- | ------------------------------------- | ----- |
| 1 | 1972      | Team Lotus | Mônaco        | (Indisponível) | 3°                   | Circuito de Monte Carlo               | [ 5 ] |
| 2 | 1972      | Team Lotus | Bélgica       | (Indisponível) | 1°                   | Nivelles                              | [ 5 ] |
| 3 | 1972      | Team Lotus | Áustria       | (Indisponível) | 1°                   | Österreichring                        | [ 5 ] |
| 4 | 1973      | Team Lotus | Áustria       | (Indisponível) | Ret                  | Österreichring                        | [ 6 ] |
| 5 | 1974      | McLaren    | Brasil        | (Indisponível) | 1°                   | Autódromo Internacional Nelson Piquet | [ 7 ] |
| 6 | 1974      | McLaren    | Canadá        | (Indisponível) | 1°                   | Mosport Park                          | [ 7 ] |